# Dominique Lefebvre (Manager)
Dominique Lefebvre (* 27. Oktober 1961) ist ein französischer Landwirt, Landwirtschaftsfunktionär und Bankmanager. Er ist seit 2015 Vorstandsvorsitzender der Crédit Agricole.

## Leben
Lefebvre arbeitete als Landwirt in der Ackerwirtschaft im Département Eure-et-Loir und begann sich in landwirtschaftlichen Verbänden zu organisieren, unter anderem als Mitglied im französischen Landwirtschaftsrat (Conseil de l’agriculture française) und als Präsident der Finanzkommission der Landwirtschaftskammer Eure-et-Loir (président de la commission Finances de la Chambre d’agriculture d’Eure-et-Loir). Über diese Funktionen gelangte er zur genossenschaftlich organisierten Crédit Agricole. Ab 1992 war er Vorsitzender der Crédit Agricole de la Beauce et du Perche, die 1995 in Crédit Agricole Val de France umbenannt wurde und deren Zuständigkeitsbereich die Départements Loir-et-Cher und Eure-et-Loir umfasst. Ab 2004 war er Mitglied, ab 2008 stellvertretender Vorsitzender und von 2010 bis 2013 Vorsitzender des Zentralinstitutes Fédération Nationale du Crédit Agricole (FNCA). Von 2010 bis 2015 war er zugleich Vorsitzender der SAS Rue La Boétie. Von 2013 bis 2015 war er Präsident des Arbeitgeberverbandes Confédération nationale de la mutualité, de la coopération et du Crédit Agricole (CNMCCA).
Am 4. November 2015 wurde Lefebvre vom Verwaltungsrat der Crédit Agricole SA (CASA) zum Vorstandsvorsitzenden gewählt. Ende 2015 übernahm er die Funktion von Jean-Marie Sander. Mit seinem Amtsantritt übernahm zum ersten Mal in der Unternehmensgeschichte ein Vorstandsvorsitzender die Präsidentschaft über alle drei Verwaltungsbereiche.